# Határvölgy (Románia)
Határvölgy (Valea Hotarului), település Romániában, a Partiumban, Máramaros megyében.

## Fekvése
Máramarossziget mellett fekvő település.

## Története
Határvölgy (Valea Hotarului) korábban Máramarossziget része volt. 1956-ban a várost alkotó település. 
1966-ban 1505 lakosából 1503 román, 1 magyar, 1 ukrán volt.
A 2002 évi népszámláláskor 1483 lakosa volt, melyből 1473 román, 1 német, 3 cigány volt.